# Fétizonova oxidace
Fétizonova oxidace je organická reakce sloužící k oxidaci primárních a sekundárních alkoholů za použití uhličitanu stříbrného adsorbovaného na křemelině; tato forma uhličitanu stříbrného se někdy označuje jako Fétizonovo činidlo, jeho využití objevil Marcel Fétizon v roce 1968.
Toto činidlo lze použít u substrátů citlivých na přítomnost kyselin či zásad. Snadno reaguje s laktoly a Fétizonovy oxidace jsou tak často používanými způsoby přípravy laktonů z diolů. Reakci zpomalují polární funkční skupiny a také sterické efekty u α-vodíků alkoholů.

## Příprava činidla
Fétizonovo činidlo se obvykle připravuje přidáním dusičnanu stříbrného do vodného roztoku uhličitanu, například sodného nebo draselného, přičemž se reakční směs promíchává za přítomnosti přečištěné křemeliny.

## Mechanismus
Navržený mechanismus oxidace alkoholu Fétizonovým činidlem zahrnuje jednoelektronovou oxidaci alkoholového kyslíku i vodíkového atomu v poloze alfa vůči alkoholu dvojicí stříbrných iontů; tato část probíhá na povrchu křemeliny. Následně je uhličitanový ion deprotonován na výslednou karbonylovou sloučeninu za tvorby hydrogenuhličitanu, což ná za následek eliminaci vody a vznik oxidu uhličitého.

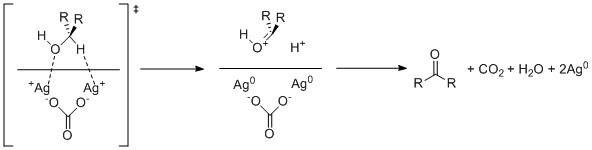
Uhličitan stříbrný na křemelině oxiduje alkoholy přes jednoelektronovou oxidaci stříbrných iontů.

I alkenové skupiny mohou narušovat spojení alkoholu s Fétizonovým činidlem.

Krokem určujícím rychlost reakce by mělo být úvodní spojení alkoholu se stříbrnými ionty; i při slabém navázání ligandů na stříbro se reakce výrazně zpomaluje, i mírně polární rozpouštědla, jako jsou ethylacetát a ethylmethylketon, tak mohou reakci narušovat. Neměly by se používat ani reaktanty obsahující jiné polární funkční skupiny, protože i alkenové skupiny mohou reaktivitu substrátu snížit až 50krát. Obvykle se tak používají silně nepolární rozpouštědla, například benzen a xylen; dalšího urychlení lze dosáhnout pomocí ještě méně polárního heptanu. Rozpouštědlo je také většinou refluxováno a vznikající voda se odstraňuje azeotropní destilací.
Sterické efekty na vodíku v poloze alfa vůči alkoholu mají na rychlost oxidace velký vliv, protože usnadňují navazování na stříbro. Terciární alkoholy neobsahující alfa vodíky se tak obvykle Fétizonovým činidlem neoxidují.

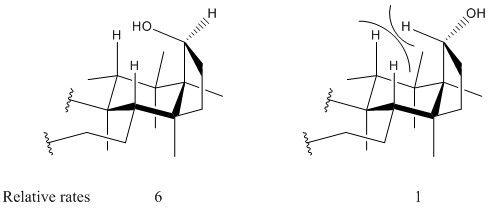
Fétizonova oxidace alkoholu obsahujícího alfa vodík stericky stíněný axiálkními vodíky probíhá pomalu.

Zvýšení množství křemeliny vede k urychlení reakce, protože se zvětší povrch, na kterém může probíhat; navýšení nad 900 gramů na mol uhličitanu stříbrného sle reakci zpomaluje, protože dochází ke zřeďování.

## Reaktivita
Fétizonovo činidlo slouží hlavně k oxidacím primárních alkoholů na aldehydy a sekundárních na ketony, přičemž vykazuje mírnou selektivitu vůči sekundárním a nenasyceným alkoholům. Reakční směs se intenzivně promíchává. Doba reakce závisí na struktuře alkoholu, ale nebývá delší než 3 hodiny. Fétizonovo činidlo lze od produktů oddělit filtrací a promytím benzenem. Jelikož Fétizonovo činidlo neoxiduje terciární alkoholy, tak má využití při monooxidacích 1,2-diolů, které mají jednu terciární alkoholovou skupinu, aniž by došlo ke štěpení vazeb uhlík-uhlík.

Fétizonovo činidlo oxiduje selektivně sekundární alkoholy za přítomnosti trerciárních.

Díky své strukturní citlivosti je toto činidlo vhodné také k monooxidacím symetrických diolů.

Monooxidace symetrického diolu Fétizonovým činidlem

Laktoly jsou na Fétizonovo činidlo vysoce citlivé a laktonové skupiny se oxidují velmi rychle., což umožňuje selektivní oxidaci laktolů oproti jiným alkoholům a také přípravu laktonů z primárních diolů. Po oxidaci jednoho alkoholu na aldehyd druhý alkohol vytvoří rovnováhu s aldehydem za vzniku laktolu, který poté reaguje s další Fétizonovým činidlem a vytvoří lakton. Tímto způsobem je možné připravit sedmičlenné laktony, což je u jiných postupů obtížné.

Fétizonova oxidace laktolů na laktony

Reakce koncového diolu s Fétizonovým činidlem za vzniku laktonu

Fenoly lze Fétizonovým činidlem oxidovat na příslušné chinony a ty dále zapojit do dimerizací, jejichž průběh závisí na substituentech.

Fétizonovo činidlo oxiduje fenoly na chinony, které se mohou spojovat oxidačním párováním.

Aminy jsou za přítomnosti Fétizonova činidla oxidovány na enaminy a iminiové kationty, které lze zachytit a oddělit od sloučenin se snadněji oxidovatelnými alkoholovými skupinami.
Fétizonovo činidlo může také zprostředkovávat cykloadiční reakce 4-hydroxy-2-furochinilonu s alkeny za vzniku dihydrofurochinolinonů.

## Chránicí skupiny
Častou chránicí skupinou alkoholů proti Fétizonovu činidlu je para-methoxybenzyl (PMB). Protože Fétizonova oxidace probíhá v neutrálním prostředí, tak reaktanty a produkty mohou rovněž obsahovat skupiny citlivé na kyseliny či zásady.

## Citlivé skupiny
Zatímco terciární alkoholy Fétizonovo činidlo obvykle neovlivňuje, tak propargylalkoholy se oxidují a vytváří fragmenty prostřednictvím alkynových odstupujících skupin.

Fragmentace terciárního propargylalkoholu Fétizonovým činidlem

Trans-halohydriny vytvářejí epoxidy. Cis-halohydriny procházejí běžnými Fétizonovými oxidacemi na ketony.

Přeměna trans-halohydrinů na epoxidy pomocí Fétizonova činidla

1,3-dioly odštěpují vodu a následně podléhají monooxidacím na enony.

Fétizonova oxidace 1,3-diolů na enony přes odštěpení vody

1,2-dioly se Fétizonovým činidlem mohou oxidovat na diony, objevit se však může i oxidační štěpení vazby uhlík-uhlík.

## Využití
Fétizonovo činidlo bylo využito při několika totálních syntézách, například (±)-bukittingginu.
Fétizonovo činidlo má využití i ve výzkumu sacharidů, kde slouží k selektivním oxidacím tri- a tetramethylovaných aldóz na aldolaktony, oxidacím D-xylózy na D-threózu a L-arabinózy na L-erythrózu, a L-sorbózy na L-threózu.